# Étienne-Maurice Falconet

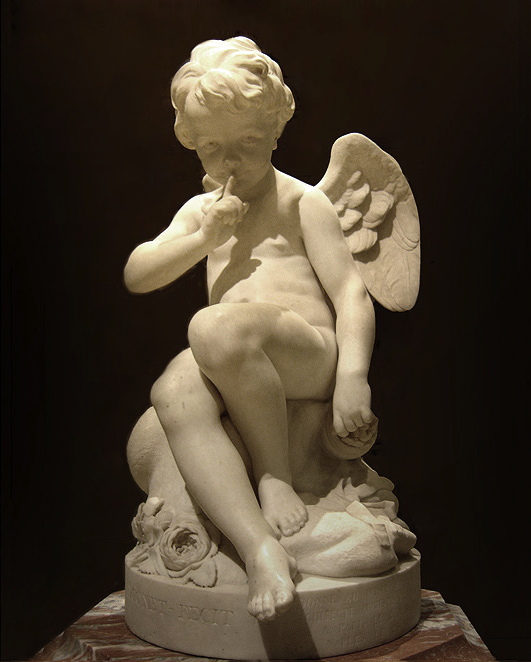
L'Amour menaçant, Museu do Louvre

Étienne-Maurice Falconet (Paris, 1 de dezembro de 1716 — 4 de janeiro de 1791) é contado entre os principais escultores rococós da França.
Falconet nasceu em uma família pobre. Primeiro foi aprendiz de carpinteiro, mas algumas de suas figuras de barro, com que ocupava suas horas de lazer, atraíram a atenção do escultor Jean-Baptiste Lemoyne, que fez dele seu pupilo. Uma de suas primeiras esculturas de sucesso foi a de Milo de Crotona, que garantiu seu ingresso na Academia de Belas Artes de Paris em 1754.
Ele chamou a atenção do público nos Salões de 1755 e 1757 com seus mármores L'Amour menaçant e Le Nymphe descendente au bain, que agora estão no Museu do Louvre. Em 1757 Falconet foi nomeado diretor do ateliê de escultura da Manufacture royale de porcelaine de  Sèvres, onde ele trouxe nova vida para o fabrico de pequenas esculturas em porcelana que tinham sido uma especialidade na manufatura antecessora de Sèvres, em Vincennes.
A influência do pintor François Boucher e do teatro e ballet são igualmente nítidas em suas formas doces, elegantes e eróticas. Logo no início, Falconet criou um conjunto de mesa em biscuit branco, de meninos ilustrando as artes, destinado a complementar os grandes serviços de jantar. A moda de pequenas esculturas para mesa de jantar se espalhou para a maior parte das manufaturas de porcelana da Europa.
Ele permaneceu no posto em Sèvres até que ele foi convidado para a Rússia por Catarina, a Grande, em setembro de 1766. Em São Petersburgo executou uma estátua colossal de Pedro, o Grande, em bronze, conhecida como o Cavaleiro de Bronze, juntamente com sua aluna e enteada de Marie-Anne Collot. Em 1788 voltou a Paris e se tornou diretor da Academia. Muitas das obras religiosas de Falconet, encomendadas por igrejas, foram destruídas na Revolução Francesa. Seus trabalhos profanos tiveram melhor sorte.
Ele encontrou tempo para estudar grego e latim, e também escreveu várias brochuras sobre a arte. Denis Diderot confiou-lhe o capítulo sobre "Escultura" na Encyclopédie, publicado separadamente por Falconet em 1768 como Réflexions sur la sculpture. Três anos depois ele publicou Observations sur la statue de Marc-Aurèle, que pode ser interpretado como o programa artístico para a sua estátua de Pedro, o Grande. Os escritos reunidos sobre arte de Falconet, Oeuvres littéraires, veio à luz em seis volumes que foram publicados pela primeira vez em Lausanne, em 1781-1782.